# Tipovi podataka
U Paskalu se svaka promenljiva karakteriše tipom. Pod tipom se podrazumeva skup vrednosti koje može dobiti promenljiva i skup operacija dozvoljenih nad datom promenljivom. Pascal je tipiziran jezik. To znači da se tip promenljivih definiše pri njenom opisu i da se ne može menjati. Promenljiva može učestvovati samo u operacijama dozvoljenim za njen tip.
Tipovi podataka u Pascal-u mogu biti prosti i složeni. Prosti (skalarni, standardni) tipovi podataka:  (celobrojni),  (realni), bulijan (logički) i  (znakovni), predstavljaju osnovu za građenje složenih tipova. Kada se kaže da su to skalarni tipovi, želi se istaći da se ne mogu razlagati na elementarnije tipove.
Svaki objekat, ideja, jedinica informacije, itd može da se opiše ili predstavi na 3 različita nivoa:
1. apstraktni nivo - koji se može razumeti kao misaona koncepcija u kojoj su u prvom planu najvažnije karakteristike, a zanemareni manje važni detalji.
2. simbolički nivo - na kome se apstraktni objekat modelira simbolima (slovo, reč, slika...). Ovakva predstava daje mogućnost razmene ideja i osmišljavanje kako da se ideje fizički predstave.
3. fizički nivo - na kome se objekat kojim se bavimo predstavlja fizičkim objektima. Tu se mogu pojaviti ograničenja fizičke, tehnološke i finansijske prirode.

### Integer (celobrojni tip)
Celobrojni tip na apstraktnom nivou je njegova matematička karakterizacija:
1. to je prost prebrojivi uređeni skup brojeva
2. oblast vrednosti celobrojnog tipa su 0 i sve negativne i pozitivne celobrojne vrednosti
3. aritmetičke operacije: sabiranje, oduzimanje, množenje i celobrojno deljenje- u kojima učestvuju 2 vrednosti i kao rezultat se dobija ceo broj
4. operacija poređenja

Celobrojni tip na simboličkom ili nivou programskog jezika je definisan sintaksom koja zadaje njegov simbolički zapis u programskom jeziku (niz cifara dekadnog brojnog sistema ispred koga je znak + ili -).

### Real (realni tip)
Realni tip je podskup skupa realnih brojeva koji se mogu registrovati u konkretnoj verziji programskog jezika. Nad realnim operandima se mogu izvoditi sledeće operacije koje daju realan rezultat:
- * - za množenje
- / - za deljenje
- + - za sabiranje
- - - za oduzimanje

Dozvoljeno je da jedan operand u ovim operacijama bude ceo broj.
Izraz, sastavljen od celobrojnih i realnih promenljivih daje realnu vrednost. Realnoj promenljivoj se mogu dodeliti vrednosti izraza koje su celobrojne, ali celobrojnoj promenljivoj nije dozvoljeno dodeliti realnu vrednost.
Nad realnim argumentima mogu se primeniti funkcije koje daju realne vrednosti: abs(x), sqr(x), sin(x),cos(x), arctan(x), ln(x), exp(x), sqrt(x). Nad tim argumentima se mogu primeniti funkcije: trunc(x) i round(x), koje daju celobrojne rezultate.

### Boolean (logički tip)
Logički tip definiše podatke koji mogu imati vrednosti logičkih konstanti: true ili false. Nad operandima logičkog tipa mogu se primeniti logičke operacije: not (negacija), and (kounkcija), or (disjunkcija).
Operacija not ima viši prioritet od and, a and viši od or. Prema tome, p or q and r je isto što i p or (q and r).
Za logički tip u Pascal-u važi: false<true, što omogućava da se nad logičkim operandima izvode sve operacije poređenja.

### Čar (znakovni tip)
Znakovni tip definiše uređeni skup osnovnih znakova Pascal jezika dozvoljenih u konkretnoj verziji programskog jezika. Znakovnom tipu pripada praznina iako nema grafičku interpretaciju. Vrednost znakovne promenljive ili konstante je znak iz osnovnog skupa znakova, pri čemu se znakovna konstanta mora navesti između apostrofa (' '). Znakovna konstanta koja sadrži apostrof mora imati 2 apostrofa (' ' ' ').Ord označava redni broj znaka, u skupu znakova.

### String (simbolni tip)
Za rad sa nizovima simbola u Pascal-u koristi se tip . Niz simbola između apostrofa predstavlja string konstantu i pripada tipu string. Pri deklarisanju promenljivih ovog tipa koristi se rezervisana reč string, za kojom se u kvadratnim zagradama navodi maksimalna dužina stringa. Pri radu sa stringovima mogu se koristiti sledeće funkcije: length(st), copy(st, poz, n), concat (str1, str2, ..., strn), pos (str1, str2), delete (str, poz, n).